# Berejów
Berejów – wieś w Polsce położona w województwie lubelskim, w powiecie lubartowskim, w gminie Niedźwiada.
W latach 1975–1998 miejscowość należała administracyjnie do województwa lubelskiego.
Wieś stanowi sołectwo gminy Niedźwiada. Według Narodowego Spisu Powszechnego z roku 2011 wieś liczyła 408 mieszkańców.
W czasach Królestwa Polskiego istniała gmina Berejów.
Między miejscowościami Berejów a Tarło, formalnie na terenie tego drugiego jest przystanek kolejowy Berejów.
Wierni Kościoła rzymskokatolickiego należą do parafii Najświętszej Maryi Panny Królowej Aniołów w Brzeźnicy Bychawskiej.